# Igreja Matriz de Nossa Senhora do Bom Sucesso (Caeté)
A Igreja Matriz de Nossa Senhora do Bom Sucesso é um templo católico barroco de Caeté, em Minas Gerais, Brasil. Foi projetada na primeira metade do século XVIII possivelmente por Antônio Gonçalves da Silva Bracarena, mas um relato de época a atribui o risco a Manuel Francisco Lisboa e a execução a Bracarena, sendo uma das edificações precursoras do rococó em Minas.
Seu estilo chamou a atenção de Auguste de Saint-Hilaire, com proporções majestosas e fachada imponente, com um frontispício ornamentado coroado de medalhão, pilastras de cantaria em relevo, e três janelas no plano superior, com molduras também de pedra. O frontão é elevado e gracioso, com um óculo ao centro e uma cruz no topo, e as torres possuem corte quadrado e são arrematadas por coruchéus em forma de sino e pináculos nos cantos.
O interior, com oito altares com sanefas e baldaquinos, possui bela talha dourada, obra de José Coelho de Noronha. Aleijadinho participou da construção e decoração como aprendiz, sendo que alguns anjos da decoração são atribuídos a ele, e se considera que o estilo da igreja influenciou sua produção arquitetural própria em anos posteriores.
O teto da nave é em abóbada de berço com pinturas de perspectiva ilusionística (em trompe-l'oeil). Na capela-mor o retábulo mostra colunas salomônicas, anjos e um resplendor onde aparecem as figuras de Deus Pai e do Espírito Santo, além da imagem da padroeira, Nossa Senhora do Bom Sucesso. As janelas da capela-mor são notáveis por sua forma original. Finalmente, são de interesse o coro, realizado em madeira com discreto trabalho de tornearia, e a grande pia batismal em madeira.